# Myceense stedenbouw
De Myceners waren stedenbouwers. Ze waren geen nomadisch volk, dat was niet nodig omdat de omgeving voldoende grondstoffen bood, die voor een gedeelte onuitputtelijk waren of makkelijk opnieuw konden worden gevormd. Er waren in Griekenland rivieren en beken voor voorziening van water. Ook waren er uitgestrekte graslanden waarop vee kon grazen en gebieden waar gewassen konden worden verbouwd.
De Myceners vestigden zich dus op een vaste plaats, ze bouwden nederzettingen. Deze nederzettingen dienden als woonplaats, opslagplaats en handelsplaats. Ook werd het omliggende land vanuit nederzettingen bestuurd. Daarnaast boden nederzettingen vaak bescherming voor de burgers.
Omdat hoofdplaatsen van kantons (koningssteden) vaak economisch belangrijk waren was een goede bescherming van de stad soms van belang.

## Myceense nederzettingen
Zoals al eerder is gezegd woonde een groot deel van de Myceners in nederzettingen. Deze nederzettingen werden gebouwd op goed te verdedigen strategische plaatsen. De Myceense koningen legden hun steden vaak aan op een heuvel.
In de Myceense nederzettingen bevonden zich woonhuizen en pakhuizen, enkele religieuze gebouwen, soms een (versterkt) paleis en graven. Bepaalde belangrijke nederzettingen waren ommuurd, dit ter bescherming van de koning en zijn onderdanen.

### Woningbouw
Voor de bewoners van de nederzettingen werden woningen gebouwd. Dit waren voornamelijk huizen met een stenen fundering. De onderste muren waren ook vaak van steen. De muren van de etages waren meestal van baksteen en van modder gemaakt. Alle muren waren gebouwd tegen een framewerk van hout. Myceense huizen hadden vaak een verdieping boven op de begane grond. Soms hadden de huizen nog een tweede verdieping. Vooral in de wat grotere plaatsen hadden de huizen meerdere verdiepingen. Op de stenen en bakstenen muren werd pleister gesmeerd, om het huis een mooi uiterlijk te geven, ook werd de pleister vaak een lichte kleur gegeven, zodat het huis in de zomer zo koel mogelijk bleef. De daken van de huizen waren soms bedekt met dakpannen, vaak waren de daken van de huizen echter plat en waren dan niet met dakpannen bedekt.
De huizen uit de Myceense beschaving bestonden uit een vestibule met daaraan een gang. Langs de gang lagen de kamers van het huis. Elk huis had een zogenaamde ‘domos’, dat was de belangrijkste kamer. De overige vertrekken dienden onder andere als slaapkamer of opslagkamer. Huizen van ambachtsmensen hadden ook een werkplaats, bijvoorbeeld een smidse. De huizen hadden ook een speciale kamer waar een altaar stond.
De voornaamste vertrekken in Myceense huizen werden versierd met fresco’s, dikwijls met een religieuze betekenis. Ook hadden woningen vaak terracotta decoraties, die vaak de vorm van een slang hadden. In de grote kamers van de huizen stonden vaak één of meerdere zuilen om het plafond te ondersteunen, deze waren rijkelijk versierd met fresco’s en andere decoraties.
De huizen van de koningen waren veel groter. Deze paleizen worden verderop beschreven.
Er is nog maar weinig over van de Myceense huizen. Alles wat rest zijn de funderingen.

### De militaire gebouwen, paleizen en graven
In de grotere Myceense nederzettingen bevonden zich ook militaire gebouwen zoals burchten, vestingwerken en stadspoorten, een paleis voor de koning en graven.
- Myceense militaire architectuur
- Myceense paleizenbouw
- Myceense grafarchitectuur

### Overige voorzieningen
De steden hadden naast woningen, verdedigingswerken, paleizen en graven ook werkplaatsen, pakhuizen en openbare gebouwen. Zo hadden de meeste nederzettingen werkplaatsen van mensen met een eigen bedrijf. Er waren smidsen, pottenbakkerswerkplaatsen, kleermakerijen, weverijen enzovoort. Deze werkplaatsen zaten vaak vast aan het woonhuis van de eigenaar en hadden vaak opslagplaatsen die aan het gebouw zelf vast zaten of ernaast stonden. De manier van bouwen van werkplaatsen en pakhuizen komt overeen met de bouwwijze van Myceense woningen. De meeste plaatsen hadden een aparte graanschuur. Dit was een gebouw om het van het land gekomen graan binnen de stadsmuren op te slaan.
Een enkele stad had ook een cultuscentrum, er is alleen zo’n centrum bekend bij Mycene. Deze stad had ook een eigen watervoorziening.

### Wonen buiten de stad
Er woonden ook Myceners buiten de nederzettingen. Zij woonden dan ofwel buiten de muren in de buurt van de stad, zoals bij Mycene het geval was, om toch de bescherming van de stad in de nabijheid te hebben. Er was ook een enkeling die verder van nederzettingen af woonde. De meeste mensen die buiten de stad woonden waren landbouwer. Er waren buiten de muren echter ook werkplaatsen te vinden.

## Mycene

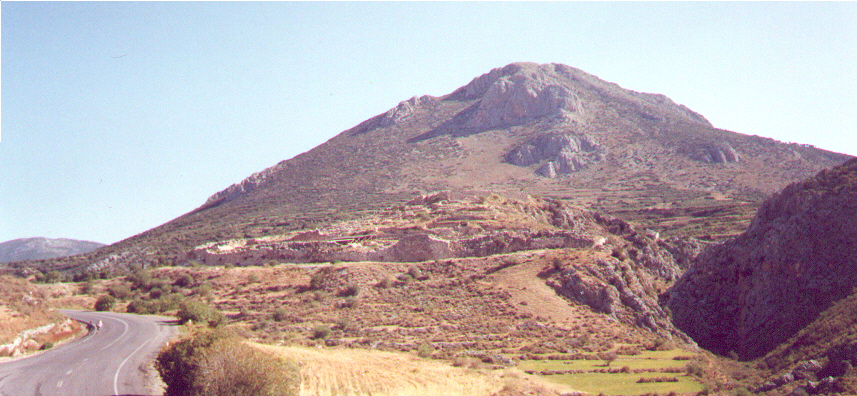
De ruïnes van Mycene

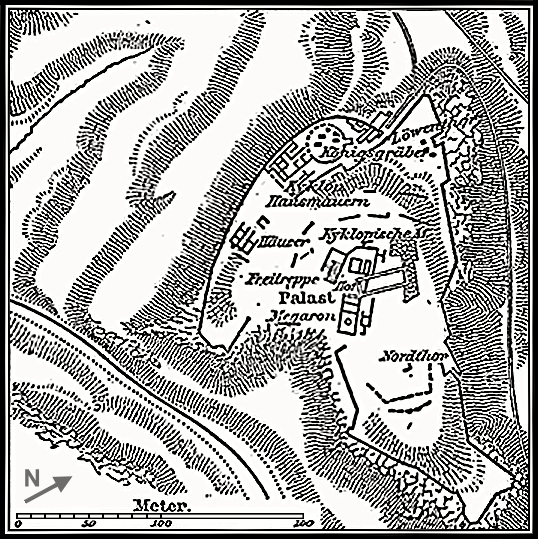
Plattegrond van Mycene

Is de beroemdste stad uit de Myceense beschaving, die gedateerd wordt tussen 1600 en 1000 v.Chr. en ernaar vernoemd is. Het was het belangrijkste politieke en culturele centrum van de Myceense beschaving.
Dit alles valt af te leiden uit de omvang van de stad die een grote verscheidenheid aan gebouwen kende met zeer diverse functies. Het grote paleis en de uitgebreide vestingwerken van de stad benadrukken dat nog. Men zou kunnen zeggen dat Mycene de hoofdstad was van het Myceense rijk.
De stad is rond 1700 v.Chr. gesticht op een lage heuvel in de landstreek Argolis, zo’n 19 kilometer van de Golf van Argolis, op de handelsroute die het Myceense vasteland met de Peloponnesos verbond. Vanaf de heuvel had men uitzicht op de vlakte van Argolis en de rivier die erdoorheen stroomde. Zo lag de stad op een strategisch goed verdedigbare locatie met een uitstekend uitzicht op het omringende land.
Tussen 2100 en 1600 v.Chr. was die plek al bewoond door verschillende Griekse stammen. Tussen 1600 en 1400 v.Chr. groeide de stad enorm en kende een grote bloei. Deze bloei zette zich voort tot ca. 1150 v.Chr. waarna de stad sterk aan belang verloor.
De ontwikkeling van de stad kan men in 3 fasen opdelen:
1) een kleine burcht waarrond zich dan
2) een stad met paleis ontwikkelde die uitgroeide tot
3) een machtig politiek, militair en cultureel centrum van de naar de stad genoemde Myceense beschaving. Voorzien van uitgebreide vestingwerken en een grote burcht.
In de stad had men dan ook een grote diversiteit aan voorzieningen. Zo was er het paleis van waaruit de stad en het omliggende land werd bestuurd en waar de vorstenfamilie woonde. Verder was er een cultuscentrum, een eigen watervoorziening en verschillende werk- en opslagplaatsen. Ter bescherming had de stad een zeer sterke ommuring met bastions en een paar poorten, die aangelegd werden in de 14e en 13e eeuw v.Chr. Onder en rond de stad heeft men een grote verscheidenheid aan graven gevonden waaronder enkele koningsgraven met rijke grafgiften. Tijdens de bloeiperiode van Mycene woonden er ook mensen buiten de muren van de stad die tijdens gevaar dan binnen de muren konden schuilen.
De stad Mycene had een eigen watervoorziening binnen zijn muren. Vanuit de stad liep er een negentig meter lange onderaardse gang naar een eveneens onder de grond gelegen waterreservoir dat via een pijpleiding gevoed werd vanuit een buiten de stad gelegen bron, de Perseabron. Zo kon de stad ook tijdens een belegering voorzien worden van vers drinkwater.
Naast de hierboven reeds vermelde gebouwen heeft men in Mycene nog andere gebouwen van grote cultuurhistorische en kunsthistorische waarde gevonden.
Zoals het ‘Huis met de trap’, het ‘Huis van de krijgsmansvaas’, het ‘Zuidelijk huis’ en het ‘Huis van Tsountas’. Deze huizen behoren tot de beste voorbeelden van Myceense huizenbouw in de stad Mycene. Het ‘Huis van Tsountas’ en het ‘Huis met de idolen’ behoorden waarschijnlijk tot het cultuscentrum van Mycene dat uit meerdere gebouwen bestond.
Verder behoort ook het ‘Huis van de zuilen’, dat meer op een klein paleis lijkt, tot de belangrijke overblijfselen van Mycene.

### Architectuur in Mycene
- De vestingwerken van Mycene
- Het paleis van Mycene
- De graven in Mycene

## Tiryns

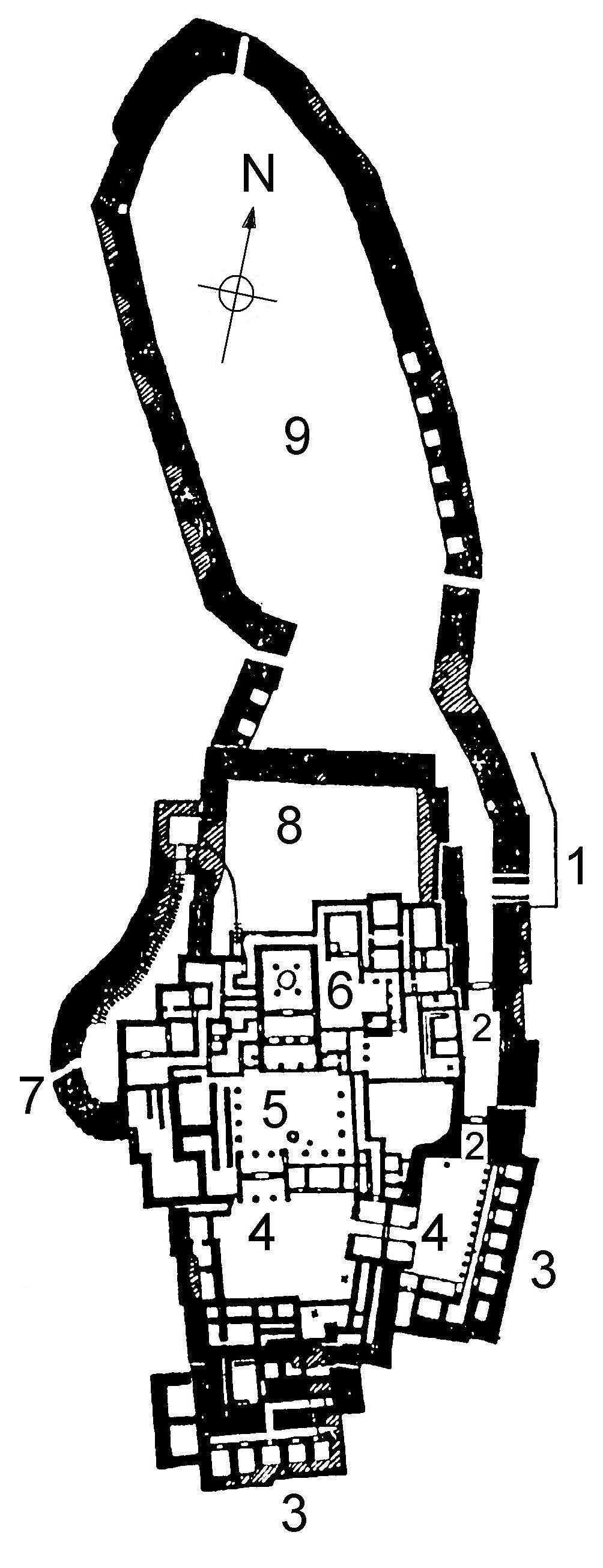
Plattegrond van Tiryns

Vrij dicht bij Mycene op de Peloponnesos liggen de ruïnes van de stad Tiryns. De stad was een belangrijk politiek centrum tijdens de Myceense beschaving. Al voor de Myceense periode werd de plek van de stad bewoond. In de 14e eeuw v.Chr. kende Tiryns een periode van economische bloei. Een eeuw later begon de stad last te krijgen van bedreigingen van buitenaf en heeft zich met enorme vestingwerken weten te verdedigen. Lang na de val van de Myceense beschaving bleef Tiryns bestaan als onafhankelijke stad en werd pas rond 470 v.Chr. door Argos verwoest.
Tiryns ligt vlak bij zee en lag 3000 jaar geleden nog op een hoge heuvel in een moerassig gebied, nu liggen de ruïnes door de ontginning van het land nog slechts op een flauwe heuvel.
Het oudste gedeelte van de stad ligt enigszins verheven in het landschap. Op deze heuvel ligt de burcht met het paleis. De stad is twee keer uitgebreid. Eerst werd de paleisburcht vergroot, deze aanbouw ligt iets lager. Later werd de stad nog eens uitgebreid. Er werd een ‘benedenstad’ gebouwd die iets lager lag dan de burcht. Hier bevonden zich huizen, werkplaatsen en andere gebouwen.

### Legenda bij Plattegrond van Tiryns
1. Hoofdpoort
2. Poorten naar paleis
3. Opslagkamers
4. Buitenhoven
5. Voorhof
6. Het eigenlijke paleis (links het Megaron)
7. Geheime (nood)uitgang
8. Achterplein
9. Benedenstad

### Architectuur in Tiryns
- De vestingwerken van Tiryns
- Het paleis van Tiryns

## Pylos
Ver in het zuidwesten van de Peloponnesos lag Pylos. De stad lag aan zee aan een prachtige natuurlijke haven in een heuvelig gebied. De stad was een van de laatst overgebleven steden van de Myceense beschaving en overleefde de val van Mycene.
Het grootste gedeelte van de stad werd bezet door een paleis, dat werd toegeschreven aan koning Nestor. De stad was niet ommuurd zoals Mycene en Tiryns en door zijn afgelegen plaats was dat ook niet dringend nodig.

### Architectuur in Pylos
- Het paleis van Pylos

## Andere nederzettingen
Naast Mycene, Tiryns en Pylos kende het Myceense rijk nog meer belangrijke nederzettingen. Athene was in de Myceense tijd een burcht met een muur en een paleis. Thebe in Boeotië had een groot ommuurd paleis dat in de 12e eeuw v.Chr. door een brand werd verwoest. Het paleis werd later herbouwd. In Orchomenos bevond zich een zeer groot koepelgraf dat rond 1200 v.Chr. met veel geweld werd verwoest. Ook de stad Gla had een sterke burcht, deze was stukken groter dan die van Mycene en werd in de 12e eeuw v.Chr. verwoest.